# تنغة تركمن (راز)
تنغة تركمن (بالفارسية: تنگه ترکمن) هي قرية تقع في إيران في قسم راز الريفي. يقدر عدد سكانها بـ 1,560 نسمة .